# Marco Bellocchio
Marco Bellocchio (Bobbio, Emilia-Romagna, 9 de novembro de 1939) é um realizador, argumentista e actor italiano.

## Biografia
Depois de ter feito os estudos numa escola salesiana, onde a sua irreverência o levou a ser considerado um rebelde, Marco Bellocchio cedo mostrou interesse pelo mundo do cinema. Na cidade onde cresceu frequentava assiduamente o cinema local, onde a paixão pelo cinema o levou a rumar a Londres, em 1959, para estudar cinematografia.
De regresso a Itália, assina o seu primeiro filme, com vinte e seis anos de idade - I pugni in Tasca (1965), o qual foi logo notado pela crítica pelo seu carácter irreverente e anticonformista. No mesmo sentido os filmes que se seguiram: La Cina è vicina (1967) e Il popolo calabrese ha rialzato la testa (Paola) (1969).
Em 1969 foi convidado para dirigir um episódio de um filme colectivo (Amore e rabbia, ao lado de nomes como Pasolini, Bertolucci, Lizzani e Godard. Evocou os traumas da sua infância na película [[Nel nome del Padre]] (1972), uma crítica violenta ao ensino religioso.
No ano de 1978 conhece o psiquiatra Massimo Fagioli, com quem inicia uma longa e complexa colaboração: Fagioli participaria ativamente na realização de quatro dos seus filmes: (Il diavolo in corpo, La visione del Sabba, La condanna e Il sogno della farfalla).
Em Bobbio dirige o Laboratório Farecinema e o Festival Cinematográfico Bobbio Film Festival.
Em 2008 realizou Vincere, um filme que relata a conturbada vida de Ida Dalser, amante de Benito Mussolini e mãe do seu filho Benito Albino. 

## Filmografia

### Curtas-metragens
- 1961: Abbasso il zio
- 1961: La colpa e la pena
- 1962: Ginepro fatto uomo, média-metragem
- 2000: L'affresco

### Longas-metragens

#### Filmes para a TV
- Il gabbiano (1977)

#### Filmes para o cinema
1. I pugni in tasca (1965)
2. La Cina è vicina  (China vizinha)  (1967)
3. Discutiamo, discutiamo (episódio de Amore e rabbia, 1969 - co-realização com Carlo Lizzani, Pier Paolo Pasolini, Bernardo Bertolucci e Jean-Luc Godard)
4. Nel nome del padre  (Em Nome do Pai)  (1971)
5. Sbatti il mostro in prima pagina  (O monstro na primeira página) (1972)
6. Matti da slegare  (Loucos para libertar)  (1974)
7. Marcia trionfale  (Marcha triunfal)  (1976)
8. Salto nel vuoto (1978)
9. Vacanze in Val Trebbia (1979)
10. Gli occhi, la bocca (1982)
11. Enrico IV (1984)
12. Il diavolo in corpo  (O diabo no corpo)  (1986)
13. La visione del Sabba  (Sedução diabólica)  (1988)
14. La condanna  (A Condenação)  (1991)
15. Il sogno della farfalla (1994)
16. Il principe di Homburg (1996)
17. La religione della storia (1998)
18. La balia (1999)
19. L'ora di religione (2002)
20. Buongiorno, notte (2003)
21. Il regista di matrimoni (2006)
22. Sorelle (2006)
23. Vincere (2008)

### Documentários
- 1969: Il popolo calabrese ha rialzato la testa (Paola)
- 1969: Viva il 1° maggio rosso proletario
- 1974: Nessuno o tutti - Matti da slegare
- 1979: La macchina cinema (documentário para TV co-realizado com Silvano Agosti, Sandro Petraglia e Stefano Rulli)
- 1995: Sogni infranti
- 2002: …addio del passato… (documentário para TV sobre a música de Giuseppe Verdi)